# Río Amarillo (Yelcho)
El río Amarillo es un curso natural de agua que nace en los ventisqueros del volcán Michinmahuida y fluye con dirección general sur hasta desembocar en el río Yelcho.

## Caudal y régimen
El caudal medio anual del río es estimado en 31,4 m³/s.: 21 

## Historia
Luis Risopatrón lo describe en su Diccionario Jeográfico de Chile de 1924:: 26 
Amarillo (Río). Caudaloso, nace en los ventisqueros de las faldas S del monte Michinmavida; corre hacia el S, en un lecho relativamente bajo cubierto de troncos de árboles, con 6,5 °C de temperatura en sus aguas siendo 13,8 °C la del aire i se vácia en tres brazos en la marjen N del curso inferior del río Yelcho.